# 吕西安·施皮罗
吕西安·施皮罗（法語：Lucien Szpiro，1941年12月23日—2020年4月18日），法国数学家。他的研究领域是算术代数几何。
施皮罗1971年在巴黎第十一大学获得国家博士学位。1977年起在法国国家科学研究中心任职，先后在巴黎第七大学、高等师范学校（巴黎）和巴黎第十一大学工作。1999年起任纽约市立大学特聘教授。